# 莫克羅諾格-特雷貝爾諾市鎮

莫克罗诺格-特雷贝尔诺市镇於斯洛維尼亞的位置

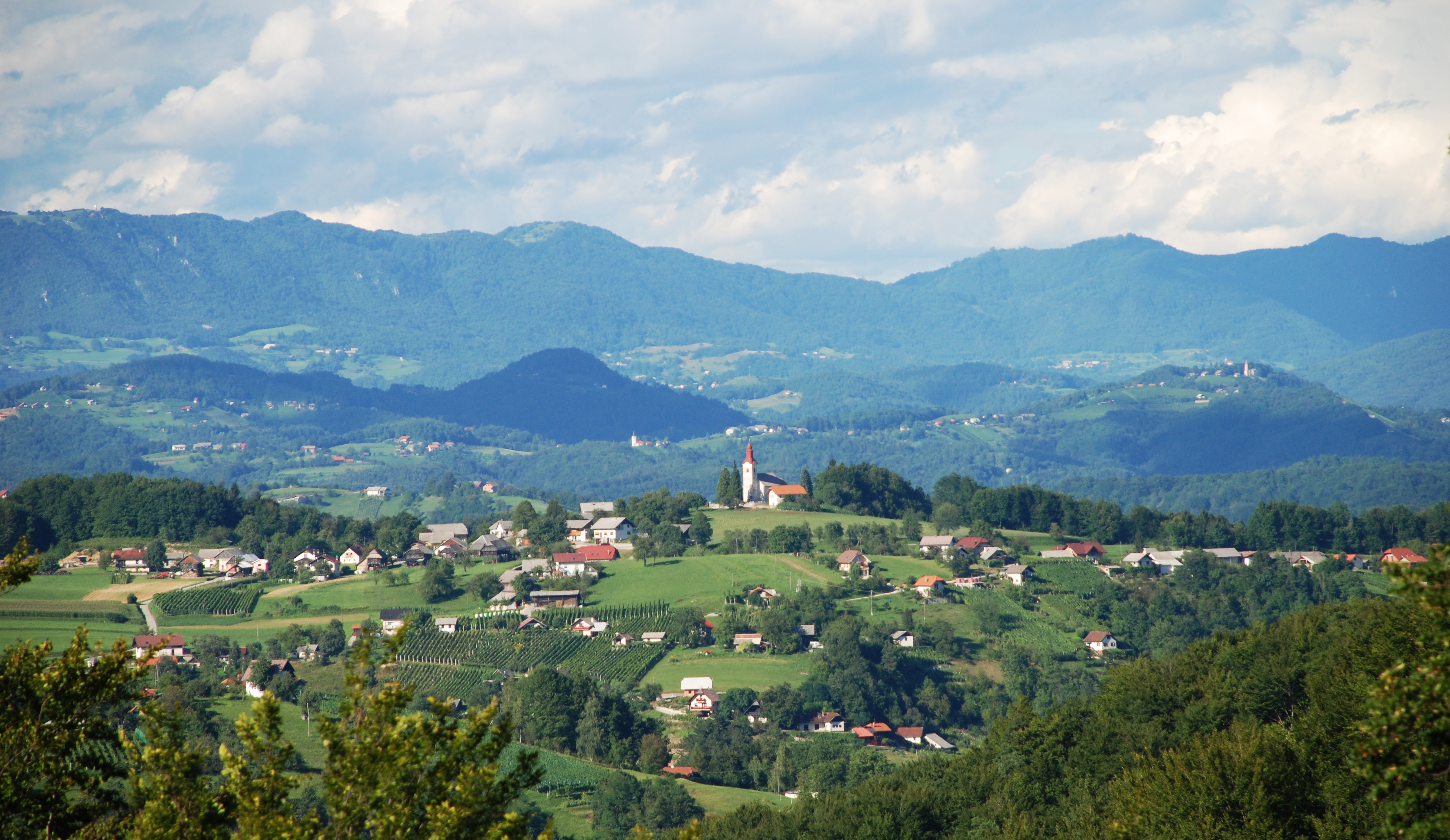
莫克罗诺格-特雷贝尔诺市镇景觀

莫克罗诺格-特雷贝尔诺市镇是斯洛文尼亞東南部的一个市镇，行政中心为莫克罗诺格。市镇面積为71平方公里，2002年人口2844。人口密度約40人/km2。

## 外部連結
- 官方网站  （斯洛文尼亚文）
- Municipality of Mokronog–Trebelno at Geopedia （页面存档备份，存于）